# MEU(SOC) (pistola)
A MEU(SOC) ("Marine Expeditionary Unit", "Special Operations Capable"; em português: "Unidade Expedicionária de Fuzileiros Navais", "Capaz de Operações Especiais", respectivamente), oficialmente designada como M45 MEUSOC, é uma pistola semiautomática de ação simples e de recuo que utiliza o cartucho .45 ACP. É uma variante da M1911 e tem sido a arma secundária de serviço padrão da FORECON das Unidades Expedicionárias de Fuzileiros Navais desde 1985. Seu Número de Estoque da OTAN é 1005-01-370-7353.

## História
No final da década de 1980, o coronel Robert Young do USMC apresentou uma série de especificações e melhorias para tornar o design de Browning pronto para o combate no século 21, muitos dos quais foram incluídos em designs de pistolas MEU(SOC).

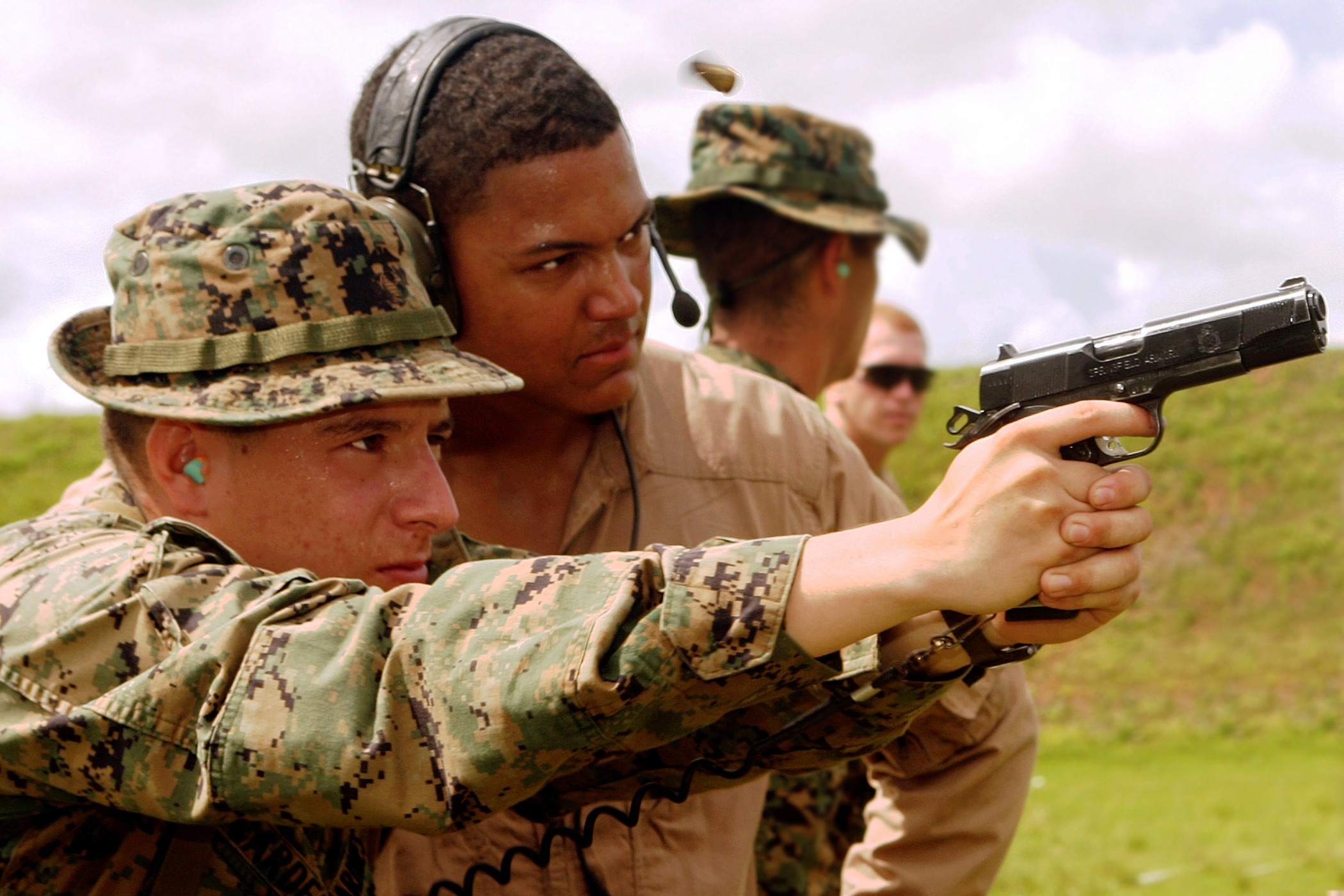
Um fuzileiro naval dispara a pistola MEU(SOC).

Em 2002, um artigo da American Handgunner afirmou que "armeiros do USMC da Precision Weapons Section, MCBQ" estavam fabricando setecentas e oitenta e nove MEU(SOC)s. A lista revisada de peças incluía canos, buchas, pinos da biela do cano, molas da armadilha, ejetores, batentes do percussor, alojamentos da mola do cão e molas do cão, todas da Nowling Arms. Os ferrolhos foram encomendados da Springfield Armory, com insertos da alça de mira, travas de segurança do punho e guias da mola recuperadora da Ed Brown. A Novak foi contratada para fornecer a alça de mira, a Wilson Combat forneceu extratores e botões do retém do carregador, enquanto a King's Gun Works forneceu travas de segurança ambidestras do polegar.
Um fuzileiro naval pode efetuar até oitenta mil disparos desta pistola durante um ciclo de treinamento e implantação subsequente. No entanto, é mais comum um fuzileiro naval devolver a pistola à PWS em Quantico para uma reconstrução após dez mil disparos. Uma reconstrução implica descartar quase todas as peças da arma, exceto a armação, que, antes de 2003, era uma armação do governo dos EUA fabricada pela última vez em 1945. A armação é inspecionada e reutilizada se ainda estiver dentro das especificações militares. Existem armações no inventário do USMC que tiveram até quinhentos mil disparos realizados através delas.
O oficial que comandava a Precision Weapons Shop em 2001, o chief warrant officer five Ken Davis, afirmou que a M1911 é "a única pistola capaz de resistir a esse uso".
Entretanto, quando o Corpo de Fuzileiros Navais dos EUA iniciou seu processo de seleção manual de membros da sua FORECON para serem submetidos ao USSOCOM como Marine Corps Special Operations Command, Detachment One (MCSOCOM Det-1), a seleção de uma pistola .45 ACP baseada na M1911A1 significava que seriam necessárias cerca de cento e cinquenta unidades, mais rapidamente do que a PWS poderia produzi-las, pois a PWS já estava em atraso com a produção de DMRs, SAM-Rs e com a atualização de M40A1s para M40A3s, então o Det-1 iniciou a busca por COTS (commercial off-the-shelf; em português: comerciais de prateleira) substitutos para uso.

## Pistola ICQB
Ao descobrir-se que o Departamento de Polícia de Los Angeles estava satisfeito com suas pistolas M1911 fabricadas pela Kimber, foi enviado um pedido de fonte única à Kimber Manufacturing para uma pistola de construção semelhante, apesar do iminente lançamento de seus modelos TLE / RLII. A Kimber logo começou a produzir um número limitado do que seria mais tarde a pistola Interim Close Quarters Battle (ICQB). Mantendo o conjunto simples da mola recuperadora, o cano de 5 polegadas (127 mm) (embora usando um cano de aço inoxidável de classe match) e o extrator interno, a ICQB não é muito diferente do design original de Browning.
As unidades finais, emitidas para o MCSOCOM Det-1, são Kimber ICQBs com uma lanterna integrada da SureFire, trilho da Dawson Precision, cordões lanyard táticos de retenção da Gemtech, baseados nas versões com corda do tipo telefônica, coldres 6004 da Safariland modificados, cabos Simonich G-10 Gunner fabricados pela Simonich Knives e pela Strider Knives substituíram os cabos originais de borracha da Pachmayr e carregadores de oito cartuchos '47D' da Wilson Combat. Miras de trítio Novak LoMount substituíram as originais fabricadas internamente pelos fuzileiros navais.

## Substituição

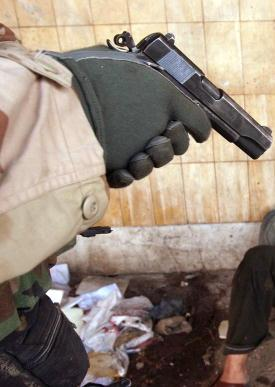
Fuzileiro naval usando uma pistola MEU(SOC) no Iraque.

Uma solicitação de fonte foi enviada à Springfield Armory e a Springfield Operator, baseada na pistola TRP do FBI, foi construída. Devido ao desgaste das pistolas MEU(SOC) e ao aumento do número de fuzileiros navais na FORECON e no MARSOC, os fuzileiros navais dos EUA estão procurando comercialmente substituições. O Marine Corps Systems Command (MCSC) anunciou em 17 de fevereiro de 2005 que iria comprar cento e cinquenta pistolas Professional Model da Springfield Armory para uso como pistolas MEU(SOC). Esta é a mesma pistola usada pelas equipes da SWAT e do Hostage Rescue Team do FBI; no entanto, ela havia sido anteriormente rejeitada para adoção como ICQB. Apesar da compra planejada das pistolas comerciais, o MCSC continuou a solicitar peças para construir pistolas MEU(SOC) adicionais. Em 2010, foram novamente exigidos requisitos para um sistema comercial de prateleira substituir as pistolas personalizadas. Três pistolas foram oferecidas ao USMC em substituição às atuais pistolas M45. A Colt ofereceu uma versão modificada de sua pistola O1980RG (Rail Gun), que é derivada de sua linha XSE existente de pistolas do estilo 1911, com um tratamento de superfície de cor areia do deserto e miras noturnas Novak. A Springfield Armory apresentou uma variante de sua pistola 1911 Loaded MC Operator de tamanho completo com um trilho MIL-STD-1913, miras noturnas de trítio e acabamento com um ferrolho preto de doins tons e armação verde-oliva. A terceira proposição de pistola, da Karl Lippard Designs, fabricante de armas com sede em Colorado Springs, foi chamada de Close Quarter Battle Pistol: uma pistola do tipo M1911A1, construída com aço-ferramenta S7 e um grande número de componentes proprietários, incluindo trilho de acessórios, trava de segurança do punho e miras.
Em 20 de julho de 2012, a pistola 1911 Rail Gun foi selecionada e a Colt ganhou um contrato para entregar inicialmente quatro mil pistolas para as forças MARSOC e MEU(SOC). A pistola foi redesignada a M45A1 Close Quarter Battle Pistol (CQBP) e até doze mil unidades, na época, foram previstas para serem entregues. O design da Colt é considerado uma atualização da pistola anterior, não um design totalmente novo.

## Especificações
As pistolas originais eram Colt M1911A1s de serviço padrão do governo selecionadas manualmente que foram desmontadas, rebarbadas e preparadas para uso adicional pela Precision Weapons Section (PWS) da USMC em Quantico, Virgínia. Elas foram depois montadas com travas de segurança do punho pós-venda, cão arredondado, travas ambidestras do polegar, gatilhos mais leves feitos pela Videcki, miras de alta visibilidade aprimoradas, canos mais precisos de classe match feitos pela Bar-Sto, cabos de borracha da Pachmayr, serrilhas na parte dianteira do ferrolho e carregadores de aço inoxidável aprimorados fabricados pela Wilson Combat.
O peso da puxada do gatilho é especificado entre 4,5 e 5 libras-força (20 e 22 newtons).
Os componentes da pistola são montados manualmente e não são intercambiáveis. Os últimos quatro dígitos do número de série da arma estão estampados na parte superior do cano, no lado direito do conjunto do ferrolho, dentro da trava de segurança do punho, em cada lado da trava de segurança ambidestra do polegar e na face interna do grupo do alojamento da mola do cão.

## M45A1 CQBP

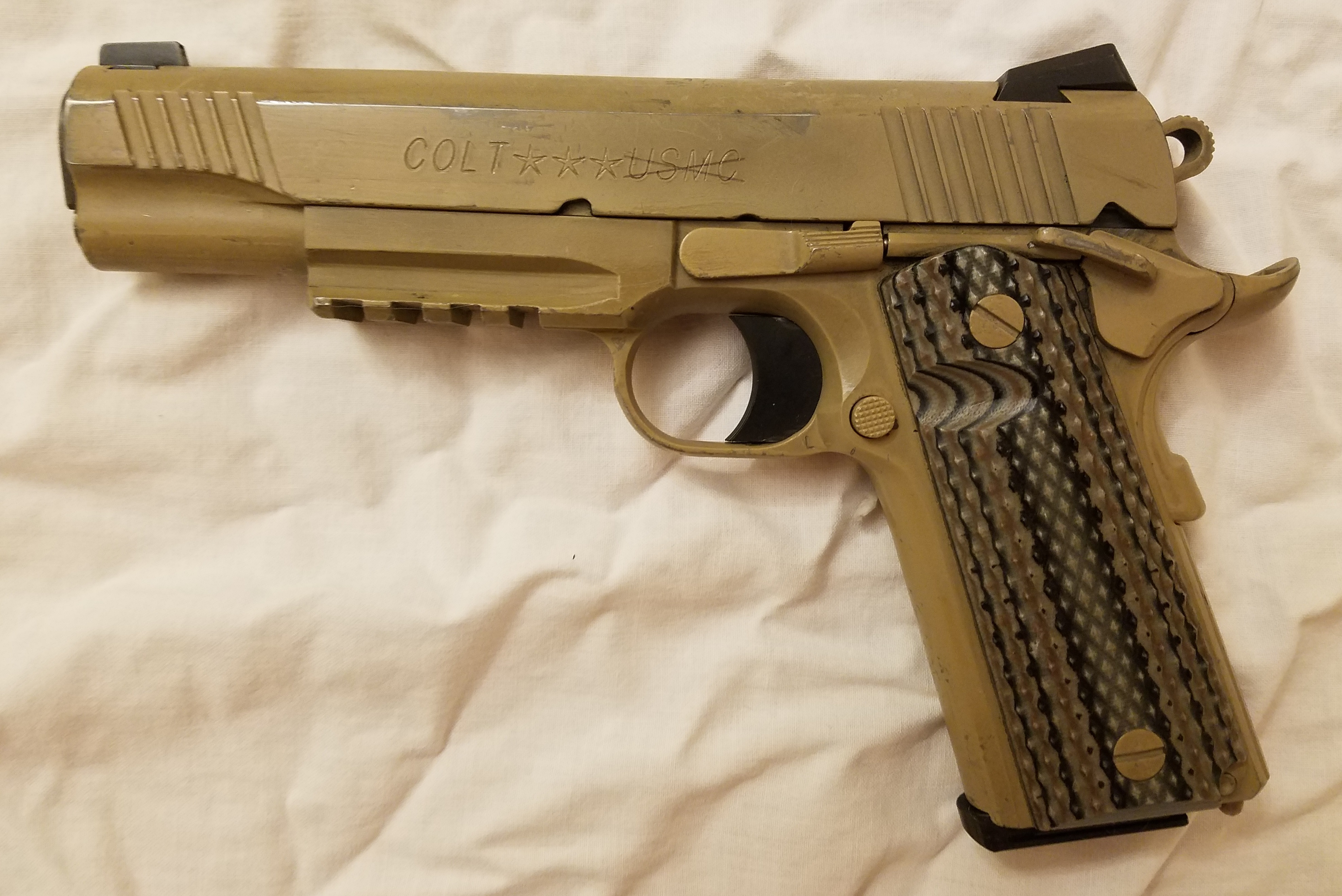
Pistola Colt M45A1, desmantelada.

A aprimorada M45A1 CQBP apresenta várias alterações no design original da M1911A1. Uma característica é o sistema de mola recuperadora dupla que espalha a força de recuo do cartucho .45 ACP, diminuindo a força de pico do pulso de recuo. Ela também possui miras noturnas de trítio de três pontos, um cano do tipo National Match de 5 polegadas (127 mm), travas de segurança ambidestras, trilho Picatinny e um acabamento bronzeado do deserto da Cerakote.
Em 2016, o comando do USMC declarou que o MARSOC havia substituído a M45A1 pela Glock 19, em grande parte do ponto de vista lógico, não do ponto de vista de desempenho e confiabilidade, como resultado de outras filiais do SOCOM estarem usando a Glock 19. Desde março de 2019, a FORECON e outras forças MEU(SOC) ainda usam a M45A1 e algumas unidades têm a Glock 19 ou a Beretta M9A1 como alternativa.
A M45A1 atual não diz "USMC" no ferrolho para vendas militares ou civis. O quartel-general do USMC disse à Colt para parar de marcar as pistolas como tal. No momento, todas as M45A1s estão marcadas com "COLT***M45A1" e têm um acabamento marrom-claro mais escuro do tipo Ion Bond, referido pela Colt como "Decobond". Embora não seja tão resistente à corrosão, é um acabamento muito mais durável.
A M45A1 é enviada com carregadores '47' de 7 cartuchos da Wilson Combat e é uma arma de nível de produção, saindo da mesma linha que a M45A1 comercial com marcações e peças idênticas. A Colt também oferece um modelo civil personalizado para obter maior precisão; mas o modelo de serviço do USMC é a pistola de nível de produção.